# Abel (kráter)

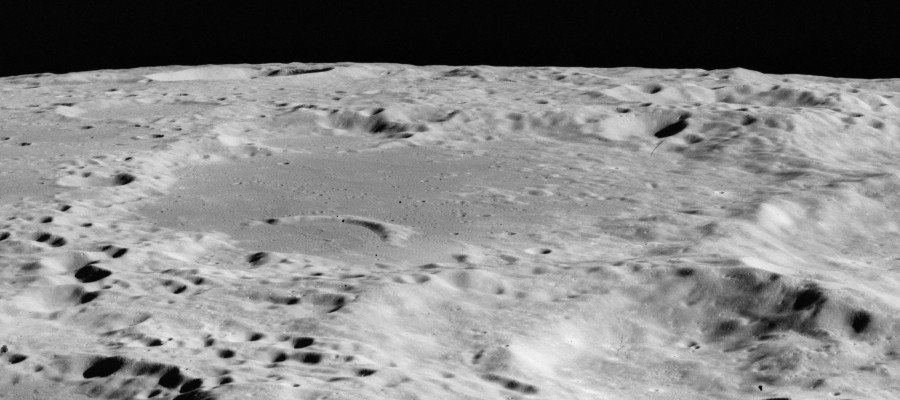

Abel je starodávný měsíční impaktní kráter, který leží poblíž jihovýchodního okraje přivrácené strany Měsíce. Nachází se na jih od kráteru Barnard, na severozápadním okraji Mare Australe.
Okraj Abela je silně erodovaný a tvarově zkreslený. Je narušen a překryt mladšími dopady. Satelitní kráter Abel A (19 km) leží nad jižním okrajem, zatímco Abel M (81 km) a Abel L (67 km)  zasahují do západního valu. Dno je rovné s nízkým albedem. U severovýchodního okraje vyčnívají zbytky malého kráteru. Západní val má drsnější strukturu a odpovídá albedu okolního povrchu.
Kráter byl pojmenován podle norského matematika Nielse Henrika Abela.